# Lights and Sounds
Lights and Sounds ist das fünfte Studioalbum der US-amerikanischen Alternative-Rock-Band Yellowcard. Es wurde unter dem Label Capitol Records veröffentlicht und enthält 14 Titel.
Der ursprünglich geplante Erscheinungstermin war Herbst 2005, letztendlich wurde Lights and Sounds jedoch erst am 24. Januar 2006 veröffentlicht. Eine parallel herausgebrachte „Bonus-Version“ des Albums enthält zusätzlich eine DVD mit Dokumentationen rund um die Band und die Entstehung des Albums sowie den Videoclip des Titelsongs „Lights and Sounds“.
Als Nachfolgealbum des mehrfach ausgezeichneten Albums Ocean Avenue (2003) hatte das Album hohe Erwartungen zu erfüllen. Das Album wurde diesen jedoch nicht gerecht, was sich auch auf die Verkaufszahlen auswirkte: Gegenüber 2 Millionen Verkäufen des Vorgängeralbums standen bei Lights and Sounds nur etwa 420.000 Verkäufe zu Buche. Trotzdem hat Yellowcard noch nie ein Album veröffentlicht, das in der ersten Woche der Veröffentlichung so häufig – etwa 90.000 Mal – verkauft wurde. Die Verkaufszahlen ebbten jedoch schnell wieder ab.
Aus dem Album wurden zwei Singles ausgekoppelt: Lights and Sounds als Titelsong und Rough Landing, Holly.
Zu dem Album wurden zwei Bonustracks veröffentlicht: Three Flights Down, als Ergänzung zum Intro Three Flights Up, das nur bei iTunes und bei den japanischen Versionen des Albums enthalten ist, sowie Down on My Head in der Akustikversion, die nur bei Walmart erhältlich ist.

## Chartplatzierungen
Das Album erreichte auf Anhieb Platz 5 in den Billboard-200-Charts und errang die höchste US-amerikanische Chartposition aller Yellowcard-Alben. Auch in Kanada gelang mit dem Album das beste Yellowcard-Debüt: Lights and Sounds wurde auf Position 4 der kanadischen Albumcharts platziert. In Japan konnte das Album sogar Platz 1 erreichen. In Australien rangierte das Album auf Platz 6, in Neuseeland auf Platz 11. In Deutschland entwickelte sich das Album jedoch zu einem Misserfolg.

## Titelliste
1. Three Flights Up – 1:23 Ryan Key
2. Lights and Sounds – 3:28 Ryan Key
3. Down on My Head – 3:32 Ryan Key
4. Sure Thing Falling – 3:42 Ryan Key
5. City of Devils – 4:23 Ryan Key
6. Rough Landing, Holly – 3:33 Ryan Key
7. Two Weeks From Twenty – 4:18 Ryan Key, Peter Mosley
8. Waiting Game – 4:15 Ryan Key
9. Martin Sheen or JFK – 3:46 Ryan Key
10. Space Travel – 3:47 Ryan Key
11. Grey – 3:00 Ryan Key
12. Words, Hands, Hearts – 4:24 Ryan Key
13. How I Go – 4:32 Ryan Key
14. Holly Wood Died – 4:39 Ryan Key